# Orford, Australien
Orford är en ort i Australien. Den ligger i kommunen Glamorgan/Spring Bay och delstaten Tasmanien, i den sydöstra delen av landet, omkring 57 kilometer nordost om delstatshuvudstaden Hobart. Antalet invånare är 554.
Trakten är glest befolkad. Närmaste större samhälle är Triabunna, nära Orford. 
I omgivningarna runt Orford växer i huvudsak städsegrön lövskog. Genomsnittlig årsnederbörd är 619 millimeter. Den regnigaste månaden är november, med i genomsnitt 79 mm nederbörd, och den torraste är augusti, med 37 mm nederbörd.